# District de Schärding
Le district de Schärding est une subdivision territoriale du Land de Haute-Autriche en Autriche.

## Géographie

### Lieux administratifs voisins
|  |  |  |
|  |  |  |
|  |  |  |

## Communes
Le district de Schärding est subdivisé en 30 communes :
- Altschwendt
- Andorf
- Brunnenthal
- Diersbach
- Dorf an der Pram
- Eggerding
- Engelhartszell
- Enzenkirchen
- Esternberg
- Freinberg
- Kopfing im Innkreis
- Mayrhof
- Münzkirchen
- Raab
- Rainbach im Innkreis
- Riedau
- Sankt Aegidi
- Sankt Florian am Inn
- Sankt Marienkirchen bei Schärding
- Sankt Roman
- Sankt Willibald
- Schardenberg
- Schärding
- Sigharting
- Suben
- Taufkirchen an der Pram
- Vichtenstein
- Waldkirchen am Wesen
- Wernstein am Inn
- Zell an der Pram